# Ptolemajev pokal
Ptolemajev pokal (francosko: Coupe des Ptolémées) je oniksova kameja — pokal z dvema ročajema ali kantaros.  Pokal, okrašen z Dionizijevimi vinjetami in emblemi, je bil v nekem trenutku izrezljan v klasični antiki, verjetno v Aleksandriji. Sčasoma je našel svojo pot v zakladnico francoskega kraljestva, preden je bil podarjen opatiji sv. Denisa. V srednjem veku so ga uporabljali kot krščanski kelih, dodali pa so tudi razkošne podstavke z latinskimi napisi. Leta 1804 je bil pokal ukraden in podstavki izgubljeni, čeprav je bil pokal obnovljen. Sedaj je v Cabinet des Médailles na Bibliothèque Nationale de France v Parizu.

## Opis
Dvoročna kameja čaša, ena od priznanih mojstrovin med rezbarijami iz trdega kamna klasične antike, je bila izrezana iz oniksa in je 8,4 cm visoka s premerom 12,5 cm. Čašo  pokrivajo Dionizove vinjete in emblemi, ki prikazujejo maske, vaze, svete živali in girlande: simboli samega kulta.
Sprednja stran pokala prikazuje šest mask, ki obkrožajo anclabris. Anclabris je upodobljen, kot da je bil izdelan iz marmorja, in dve sfingi, ki služita kot alegorija za skrivnosti in misterij Dionizovega kulta, podpirata mizo. Na anclabrisu stoji majhen kip Hermesa, poleg tega pa visi maska s cevmi. Nad to masko je lahko zelo Apolonov krokar. Na levi strani mize se vidi koza, ki se naslanja na tla, obdana s simboli kulta.  Končno je na desni strani mize pletena košara, iz katere se pojavi kača; ta motiv košare pogosto najdemo v dionizijskih umetniških delih in na videz je bil predmet velikega pomena za vero.
Na zgornji levi strani, danes velja za hrbtno stran pokala, je na drevesu vidna maska mladega Pana. Spodaj koza doseže zrelo grozdje. Za kozo leži sadje in miza, najverjetneje anclabris s petimi ceremonialnimi posodami na vrhu. Na levi strani mize je majhna ženska figura, katere osvetljene bakle predstavljajo svečanosti in orgije, povezane s kultnimi obredi. Frédéric de Clarac je trdil, da bi kipi zelo dobro simbolizirali Telete ali Cerera, dve božanstvi pogosto povezani z Dionizom. Nad mizo je tapiserija in dve maski Menad. Na desni, v jablani, lahko vidite drugo masko Pana. Še dve maski Menad sta na dnu pred mizo.
Zdi se, da so poganski izvor pokala prezrli, ko so ga v srednjem veku pretvorili v krščanski kelih. Klasicistka Erika Zwierlein-Diehl je poudarila, da so številni opisi pokala izpuščali Dionizovo naravo rezbarij in podob, le da so opazili splošno prisotnost dreves, glave in živali. Zdi se, da je ta (morebiti namenska) izguba ikonografskega razumevanja, imenovana tudi "neimenovanje", način, da se poganski predmeti ponovno uporabijo za krščanske namene. Ptolemajev pokal je torej primer interpretatio christiana ali prilagoditev nekrščanskih elementov kulture ali zgodovinskih dejstev v svetovnem pogledu krščanstva. 

## Zgodovina
Pokal je bil verjetno narejen v Aleksandriji v Egiptu. Nekoč se je zdelo, da datira v helenistično obdobje, c. 250 pr. n. št., vendar velja, da izvira iz 1. stoletja n. št. Njegova domnevna povezava s Ptolemajci sega iz leta 1644 k zgodovinarju Jeanu Tristanu de Saint-Amantu; trdil je, da je bil pokal izdelan za pogrebne procesije Ptolemaja II. Filadelfa, ki je vladal Egiptu od 285 do 246 pr. n. št.  E. Babelon je trdila, da je bil pokal v Egiptu v času splošnega obdobja Ptolemejcev, ki je bil precej ohlapnejši, in se je raztezal med 305 in 30 pr. n. št.  Za to pa ni nobenega posebnega dokaza. Drugi znanstveniki, kot sta John Henry Middleton ali Martin Conway, nakazujejo, da so pokal kasneje v prvem ali drugem stoletju n. št. izdelali Rimljani. Datacija pokala je bila problematična predvsem zato, ker so podobna dela redka in zato primerjava težavna.
Natančna zgodovina pokala je večinoma neznana, čeprav Conway nakazuje, da je verjetno pripadal Karlu Velikem, preden je prešel francoske kralje, od katerih ga je eden nazadnje podaril opatiji sv. Denisa. Pokal je bil občasno uporabljen kot čaša za vino in se je znašel ob kronanju francoskega monarha, na katerem so, po mnenju S. G. Milleta, kot ga je navedel Conway, kraljice dobile »po tem svetem obhajilu« odvezo.  Leta 1634 je bilo ocenjeno, da je pokal vreden okrog 25.000 liver, z zlatom okovan z dragulji, vrednimi 1.200 liver. Do septembra 1791 je bil del zakladnice bazilike sv. Denisa. Ukraden je bil leta 1804, čeprav je bil pozneje obnovljen - brez podstavkov - ko so tatove ujeli na Nizozemskem. Kelih je zdaj v Cabinet des Médailles pri Bibliothèque Nationale de France v Parizu. 

## Kelihovi podstavki
Nekaj časa v karolinškem obdobju je bil zgrajen podstavek »v obliki prisekanega stožca«, da bi postala posoda bolj podobna tradicionalnemu kelihu in glavič zanj je bil »delno pokrit s kovaškim zlatom«. Kasneje v 12. stoletju je opat Suger iz svetega Denisa (ki je služil med 1122-1151) verjetno krasil kelih in dodal kovino, ki je razširila dno keliha.  Ti nosilci so bili izdelani iz zlata in so bili zlatarsko obdelani. Ko je bil pokal v 19. stoletju obnovljen, so manjkali podstavki, ki so jih verjetno raztopili. Danes so nosilci znani le z graviranjem Michela Félibiena, ki jih je izdelal leta 1706. 
Suger je na podstavek dodal tudi dvojni latinski napis, znan samo iz gravure, ki jo je naredil Félibien in se glasi: hoc vas Xpe tibi [devota] mente dicavit tertius in Francos [sublimis] regmine Karlus. V prevodu ta legenda pomeni: »[vzvišeni] Karel III., na francoskem prestolu, je posodil ta pokal zate, Kristus, z [zvestim] umom.« Večina učenjakov se strinja, da je ta napis povezan s Karlom Baldom, ki je vladal Zahodni Franciji od 840 do 877. Drugi mislijo, da se nanaša bodisi na Karla Velikega, ki je vladal Franciji od 768—814 ali Karlom Preprostim, ki je tudi vladal Franciji med 919—923, čeprav se ti predlogi zdijo neverjetni. 